# Campionati del mondo di corsa in montagna 1985
I Campionati del mondo di corsa in montagna 1985 si sono disputati a San Vigilio di Marebbe, in Italia, il 23 settembre 1985 sotto il nome di "World Trophy". Il titolo maschile è stato vinto da Alfonso Vallicella, quello femminile da Olivia Grüner. A livello maschile è stato disputato pure un "World Trophy" sulla distanza ridotta "Short".

## Uomini Seniores "Long distance"
Individuale
| Pos.    | Atleta              | Nazione        | Tempo    |
| ------- | ------------------- | -------------- | -------- |
| Oro     | Alfonso Vallicella  | Italia         | 1h06'54" |
| Argento | Helmut Stuhlpfarrer | Austria        | 1h07'03" |
| Bronzo  | Fausto Bonzi        | Italia         | 1h09'41" |
| 4       | Claudio Simi        | Italia         | 1h09'58" |
| 5       | Kenny Stuart        | Inghilterra    | 1h10'38" |
| 6       | Beat Imhof          | Svizzera       | 1h10'51" |
| 7       | Privato Pezzoli     | Italia         | 1h11'01" |
| 8       | Hans-Peter Näpflin  | Svizzera       | 1h11'41" |
| 9       | Fritz Häni          | Svizzera       | 1h12'02" |
| 10      | Reinhold Mayer      | Germania Ovest | 1h12'14" |

Squadre
| Pos.    | Squadra        | Punti |
| ------- | -------------- | ----- |
| Oro     | Italia         | 8     |
| Argento | Svizzera       | 23    |
| Bronzo  | Germania Ovest | 34    |

## Uomini Seniores "Short distance"
Individuale
| Pos.    | Atleta               | Nazione        | Tempo  |
| ------- | -------------------- | -------------- | ------ |
| Oro     | Kenny Stuart         | Inghilterra    | 32'58" |
| Argento | Maurizio Simonetti   | Italia         | 33'28" |
| Bronzo  | Luigi Bortoluzzi     | Italia         | 33'29" |
| 4       | Gian Battista Scanzi | Italia         | 34'11" |
| 5       | Stefano Visini       | Italia         | 34'50" |
| 6       | Fritz Aebi           | Svizzera       | 34'54" |
| 7       | Toni Held            | Svizzera       | 35'02" |
| 8       | Ray Owen             | Inghilterra    | 35'09" |
| 9       | Shaun Livesey        | Inghilterra    | 35'20" |
| 10      | Dieter Notz          | Germania Ovest | 35'02" |

Squadre
| Pos.    | Squadra     | Punti |
| ------- | ----------- | ----- |
| Oro     | Italia      | 9     |
| Argento | Inghilterra | 18    |
| Bronzo  | Svizzera    | 26    |

## Uomini Juniores
Individuale
| Pos.    | Atleta           | Nazione        | Tempo  |
| ------- | ---------------- | -------------- | ------ |
| Oro     | Batista Lizzoli  | Italia         | 22'56" |
| Argento | Robin Bergstrand | Inghilterra    | 23'42" |
| Bronzo  | Mich Wilson      | Inghilterra    | 23'53" |
| 4       | Dominik Humbel   | Svizzera       | 23'53" |
| 5       | Emiliano Milesi  | Italia         | 24'05" |
| 6       | Franco Naitza    | Italia         | 24'31" |
| 7       | Elmar Ellgass    | Germania Ovest | 24'42" |
| 8       | Isidoro Cavagna  | Italia         | 24'52" |
| 9       | Didier Fatton    | Svizzera       | 24'59" |
| 10      | Markus Kögel     | Germania Ovest | 25'02" |

Squadre
| Pos.    | Squadra     | Punti |
| ------- | ----------- | ----- |
| Oro     | Italia      | 12    |
| Argento | Inghilterra | 20    |
| Bronzo  | Svizzera    | 26    |

## Donne Seniores
Individuale
| Pos.    | Atleta               | Nazione        | Tempo  |
| ------- | -------------------- | -------------- | ------ |
| Oro     | Olivia Grüner        | Germania Ovest | 26'20" |
| Argento | Chiara Saporetti     | Italia         | 26'36" |
| Bronzo  | Guidina Dal Sasso    | Italia         | 26'42" |
| 4       | Valentina Bottarelli | Italia         | 27'50" |
| 5       | Christine Fladt      | Germania Ovest | 27'55" |
| 6       | Eroica Staudenmann   | Svizzera       | 28'34" |
| 7       | Sonia Basso          | Italia         | 28'36" |
| 8       | Andrea Zirknitzer    | Austria        | 29'12" |
| 9       | Pauline Howarth      | Inghilterra    | 29'24" |
| 10      | Gaby Schütz          | Svizzera       | 29'30" |

Squadre
| Pos.    | Squadra        | Punti |
| ------- | -------------- | ----- |
| Oro     | Italia         | 9     |
| Argento | Germania Ovest | 18    |
| Bronzo  | Svizzera       | 27    |

## Medagliere
| Posizione | Paese          | Oro | Argento | Bronzo | Totale |
| --------- | -------------- | --- | ------- | ------ | ------ |
| 1         | Italia         | 6   | 2       | 3      | 11     |
| 2         | Inghilterra    | 1   | 3       | 1      | 5      |
| 3         | Germania Ovest | 1   | 1       | 1      | 3      |
| 4         | Svizzera       | 0   | 1       | 3      | 4      |
| 5         | Austria        | 0   | 1       | 0      | 1      |
| 6         | Francia        | 0   | 0       | 2      | 2      |